# Esther Akihary
Esther Akihary (Veenendaal, 14 april 1987) is een Nederlandse voormalige atlete, die zich had toegelegd op de sprint.

## Loopbaan

### Eerste Nederlandse titel
Akihary vestigde voor het eerst de aandacht op zich, toen zij op de Nederlandse kampioenschappen in 2008 op de 200 m haar eerste en enige titel bij de senioren veroverde.
Een jaar later volgde haar eerste internationale optreden op de Europese kampioenschappen U23 in het Litouwse Kaunas, waar zij deel uitmaakte van het Nederlandse viertal op de 4 × 100 m estafette. De Nederlandse atletes strandden er met een tijd van 45,61 s in de series.

### Vaste reserveloopster op de estafette
In 2010 werd Esther Akihary uitgezonden naar de Europese kampioenschappen in Barcelona, waar zij als reserveloopster was toegevoegd aan de Nederlandse 4 × 100 m estafetteploeg. Ze kwam er echter niet in actie. Twee jaar later, in 2012, opnieuw als reserve naar een EK uitgezonden, die van Helsinki, kwam ze dat echter wel. In de series van de 4 × 100 m estafette werden de basisloopsters Jamile Samuel en Dafne Schippers, die beiden tevens de finale van de 200 m hadden bereikt, gespaard en nam de Nederlandse ploeg deel in de samenstelling van Esther Akihary, Marit Dopheide, Eva Lubbers en Kadene Vassell. Dit viertal slaagde erin, overigens geholpen door de diskwalificaties van de ploegen van Groot-Brittannië en Zweden, om zich als vierde in 43,80 te plaatsen voor de finale. Hierin wisten Kadene Vassell, Dafne Schippers, Eva Lubbers en Jamile Samuel in de Nederlandse recordtijd van 42,80 de zilveren medaille te veroveren.

### Olympische Spelen 2012
Akihary werd in 2012 als reserveloopster van de Nederlandse 4 × 100 m estafetteploeg tevens uitgezonden naar de Olympische Spelen in Londen, maar kwam daar niet in actie.
Esther Akihary, die lid was van AV Unitas in Sittard, woont sinds januari 2010 in Oss waar ze ook werkt als personal trainer en vitaliteitscoach.

### Bestuurslid Atletiekunie
In 2017 besloot Akihary een punt te zetten achter haar carrière als atlete. Eind 2019 is zij toegetreden tot het bestuur van de Atletiekunie In mei 2023 werd zij benoemd tot vicevoorzitter.

## Nederlandse kampioenschappen
Outdoor
| Onderdeel | Jaar |
| --------- | ---- |
| 200 m     | 2008 |

## Persoonlijke records
Outdoor
| Onderdeel | Prestatie | Datum       | Plaats  |
| --------- | --------- | ----------- | ------- |
| 100 m     | 11,59 s   | 5 juli 2012 | Luik    |
| 200 m     | 23,73 s   | 7 juli 2012 | Heusden |
| 400 m     | 56,27 s   | 17 mei 2014 | Hoorn   |

Indoor
| Onderdeel | Prestatie | Datum           | Plaats    |
| --------- | --------- | --------------- | --------- |
| 60 m      | 7,38 s    | 4 februari 2012 | Kirchberg |

## Palmares

### 60 m
- 2006: 7e NK indoor – 7,79 s
- 2008:  NK indoor – 7,68 s
- 2009:  NK indoor – 7,64 s
- 2010: 7e NK indoor – 7,79 s
- 2012:  NK indoor – 7,43 s
- 2016: 8e NK indoor – 7,58 s (in ½ fin. 7,51 s)

### 100 m
- 2006: 7e NK – 12,20 s
- 2007: 5e NK – 12,24 s
- 2008:  NK – 11,98 s
- 2009: 5e NK – 12,09 s
- 2011: DNS NK (3e in serie 11,93 s)

### 200 m
- 2006: 4e NK – 24,76 s
- 2008:  NK – 24,32 s
- 2009:  NK – 24,85 s

### 400 m
- 2014: 7e NK – 56,81 s

### 4 × 100 m
- 2009: 5e in serie EK U23 – 45,61 s
- 2012:  EK – 42,80 s[2]